# Landtagswahl in Bayern 2018
- SPD: 22
- Grüne: 38
- FW: 27
- FDP: 11
- CSU: 85
- AfD: 22

- Regierung: 112
- Opposition: 93

Die Landtagswahl in Bayern 2018 war die 18. Landtagswahl in Bayern nach dem Zweiten Weltkrieg und fand am 14. Oktober 2018 statt. Gleichzeitig mit der Wahl zum Bayerischen Landtag wurden die sieben bayerischen Bezirkstage gewählt.
Mit 72,3 % gab es die höchste Wahlbeteiligung seit 1982. Während die CSU ihr schlechtestes Ergebnis seit 1950 und die SPD ihr schlechtestes Ergebnis bei einer Landtagswahl in Bayern seit 1893 einfuhr, schafften die erstmals antretende AfD und die 2013 ausgeschiedene FDP den Einzug in den Landtag. Die Grünen und die Freien Wähler erreichten jeweils ihre besten Ergebnisse bei einer Landtagswahl in Bayern. Erstere wurden deutlich zweitstärkste Kraft und erzielten erstmals sechs Direktmandate.
CSU und Freie Wähler vereinbarten eine Koalition. Das Kabinett Söder II regierte die gesamte Legislaturperiode.

## Wahltermin und Vorbereitungsfristen
Laut der Bayerischen Verfassung ist die Wahl auf einen Sonntag „frühestens 59 Monate, spätestens 62 Monate“ nach der vorausgehenden Landtagswahl festzulegen, die am 15. September 2013 stattfand. Damit war ein Wahltermin zwischen 19. August und 11. November 2018 möglich. In der Praxis lagen die Wahlen seit 1978 stets zwischen Mitte September und Mitte Oktober. Die Bayerische Staatsregierung schlug am 9. Januar 2018 den 14. Oktober 2018 als Wahltermin vor und legte ihn nach Anhörung der Landtagsparteien am 20. Februar offiziell fest.
Stichtag für die Bestimmung der Einwohnerzahlen, die maßgeblich für die Aufteilung der 180 Landtagsmandate auf die sieben bayerischen Regierungsbezirke und eine eventuelle Neueinteilung der Stimmkreise sind, war der 15. Juni 2016 (33 Monate nach der Wahl des vorhergehenden Landtags). Auf dieser Basis war dem Landtag vom bayerischen Innenministerium bis 36 Monate nach der Wahl ein Stimmkreisbericht vorzulegen. Dies erfolgte am 6. September 2016.
Delegierte zu den internen Aufstellungsversammlungen konnten frühestens 43 Monate nach der vorausgegangenen Wahl bestimmt werden, also seit 16. April 2017. Die eigentliche Aufstellung der Stimmkreiskandidaten war seit 16. Juli 2017 zulässig. Die Parteien und sonstigen organisierten Wählergruppen, die im Bayerischen Landtag oder im Deutschen Bundestag seit deren letzter Wahl nicht auf Grund eigener Wahlvorschläge ununterbrochen vertreten waren (CDU, CSU, SPD, Freie Wähler, Grüne, FDP, Linke, AfD), mussten ihre Beteiligungsabsicht dem Landeswahlleiter bis zum 90. Tag vor der Wahl anzeigen, also spätestens am 16. Juli 2018. Die eigentlichen Wahlvorschläge und gegebenenfalls notwendige Unterstützungsunterschriften mussten bis zum 2. August 2018 eingereicht werden.

## Ausgangslage
- SPD: 42
- Grüne: 17
- FW: 17
- Fraktionslose (FDP, mut, FW): 3
- CSU: 101

Seit der Landtagswahl in Bayern 2013 verfügte die CSU wie bereits von 1962 bis 2008 wieder über die absolute Mehrheit der Mandate. Unter anderem aufgrund des schlechten Abschneidens der CSU bei der Bundestagswahl 2017 erklärte Ministerpräsident Horst Seehofer (CSU) jedoch im Dezember 2017 endgültig seinen Verzicht auf die Spitzenkandidatur bei der Landtagswahl in Bayern 2018 und gab im März 2018 auch sein Amt als Ministerpräsident vor dem Ende der Wahlperiode ab. Zum neuen CSU-Spitzenkandidaten und später auch im Landtag zum bayerischen Ministerpräsidenten wurde der bisherige bayerische Finanzminister Markus Söder gewählt.

### Spitzenkandidaten der vor der Wahl im Landtag vertretenen Parteien

Stimmzettel für die Zweitstimme im Stimmkreis 104 des Wahlkreises Oberbayern

| CSU          | SPD             | Freie Wähler    | Bündnis 90 / Die Grünen               |
| ------------ | --------------- | --------------- | ------------------------------------- |
|              |                 |                 |                                       |
| Markus Söder | Natascha Kohnen | Hubert Aiwanger | Katharina Schulze und Ludwig Hartmann |

### Spitzenkandidaten anderer Parteien
Spitzenkandidaten von Parteien, die vor der Wahl nicht im Landtag vertreten waren:
- FDP: Martin Hagen
- Die Linke: Ates Gürpinar und Eva Bulling-Schröter[15]
- Bayernpartei: Florian Weber[16]
- ÖDP: Agnes Becker[17]
- Piratenpartei Bayern: Benjamin Wildenauer[18]
- AfD: kein Spitzenkandidat[19]

### Parteien
Politische Parteien und Wählergruppen, die bei der letzten Landtagswahl weniger als 1,25 % der gültigen Gesamtstimmen errangen, mussten für ihre Wahlvorschläge Unterstützungsunterschriften sammeln.
Die Wahlkreisausschüsse entschieden am 17. August 2018 über die Zulassung der Wahlvorschläge. Insgesamt nahmen 18 Parteien und Wählergruppen an der Wahl teil, davon 12 in allen sieben Regierungsbezirken. Dies sind (in der Reihenfolge auf den Stimmzetteln; in Klammern die jeweilige Kurzbezeichnung):
- Christlich-Soziale Union in Bayern (CSU)
- Sozialdemokratische Partei Deutschlands (SPD)
- Freie Wähler (FREIE WÄHLER)
- Bündnis 90/Die Grünen (GRÜNE)
- Freie Demokratische Partei (FDP)
- Die Linke (DIE LINKE)
- Bayernpartei (BP)
- Ökologisch-Demokratische Partei (ÖDP)
- Piratenpartei Deutschland (PIRATEN)
- Partei für Franken (DIE FRANKEN) (kandidierte nur in Mittelfranken und Unterfranken)
- Alternative für Deutschland (AfD)
- Liberal-Konservative Reformer (LKR) (kandidierten nur in Oberbayern und Schwaben)
- mut
- Partei der Humanisten (Die Humanisten) (kandidierte nur in Oberbayern)
- Partei für Arbeit, Rechtsstaat, Tierschutz, Elitenförderung und basisdemokratische Initiative (Die PARTEI) (kandidierte nicht in Niederbayern)
- Partei für Gesundheitsforschung (Gesundheitsforschung) (kandidierte nur in Oberbayern, Oberpfalz, Oberfranken und Mittelfranken)
- Partei Mensch Umwelt Tierschutz (Tierschutzpartei) (kandidierte nur in Oberbayern, Niederbayern und Unterfranken)
- V-Partei3 – Partei für Veränderung, Vegetarier und Veganer (V-Partei3)

## Wahlsystem
Im Gegensatz zum Bundestagswahlrecht werden bei der Sitzverteilung nach Verhältniswahl auch die Erststimmen berücksichtigt. Es gibt keinen landesweiten Verhältnisausgleich, die Sitzverteilung erfolgt innerhalb der sieben Regierungsbezirke, die im Wahlrecht als Wahlkreise bezeichnet werden. An der Sitzverteilung nehmen Parteien und Wählergruppen teil, die mindestens 5 % der Gesamtstimmen (Summe aus Erst- und Zweitstimmen) in Bayern erringen. Die Wahlkreise sind in Stimmkreise unterteilt, in denen jeweils ein Abgeordneter direkt gewählt wird. Die Zahl der Stimmkreise beträgt etwa die Hälfte der Sitze im Wahlkreis.

## Wahlkreis- und Stimmkreisänderungen
Im gesetzlich vorgeschriebenen Stimmkreisbericht stellte die Staatsregierung im September 2016 fest, dass die zahlenmäßige Verteilung der 180 Landtagsmandate auf die sieben Regierungsbezirke, die gleichzeitig die Wahlkreise bilden, wegen Veränderungen der Einwohnerzahlen abgeändert werden müsse. Es wurde empfohlen, ein bisher im Wahlkreis Unterfranken zu vergebendes Listenmandat dem Wahlkreis Oberbayern zuzuschlagen.
Innerhalb von Oberbayern wurde mit dem zusätzlichen Mandat ein Neuzuschnitt der Stimmkreise in der Landeshauptstadt München durchgeführt, da hier zwei – Giesing und Milbertshofen – die durchschnittliche Einwohnerzahl um mehr als 15 Prozent übertrafen. Oberbayern hat für die Wahl 2018 jetzt 31 Stimmkreise, von denen 9 auf die Landeshauptstadt entfallen.
Sitze und Stimmkreise verteilen sich wie folgt:
|                         | Sitze * | Stimm- kreise |
| ----------------------- | ------- | ------------- |
| Wahlkreis Oberbayern    | 61      | 31            |
| Wahlkreis Niederbayern  | 18      | 9             |
| Wahlkreis Oberpfalz     | 16      | 8             |
| Wahlkreis Oberfranken   | 16      | 8             |
| Wahlkreis Mittelfranken | 24      | 12            |
| Wahlkreis Unterfranken  | 19      | 10            |
| Wahlkreis Schwaben      | 26      | 13            |
| Summe                   | 180     | 91            |

## TV-Duelle
Ein TV-Duell zwischen Ministerpräsident Markus Söder (CSU) und Ludwig Hartmann (Bündnis 90/Die Grünen) fand am 26. September statt. Das Bayerische Fernsehen begründete die Parteienauswahl mit dem Ergebnis des Bayerntrends vom 12. September, wonach CSU und Grüne bei der Wahl auf die meisten Stimmen hoffen durften. SPD-Generalsekretär Uli Grötsch bezeichnete diese Entscheidung als „völlig absurd.“ Am 28. September folgte eine Sendung mit Vertretern der anderen fünf Parteien, deren Umfrageergebnisse über oder nahe der Fünf-Prozent-Hürde lagen: Natascha Kohnen (SPD), Hubert Aiwanger (Freie Wähler), Martin Sichert (AfD), Martin Hagen (FDP) und Ates Gürpinar (Linke). Die erste Sendung moderierte BR-Chefredakteur Christian Nitsche, bei der zweiten Sendung war Ursula Heller Co-Moderatorin.

## Ergebnis
| Partei                        | Erst- stimmen | Zweit- stimmen | Gesamt- stimmen | Summe in Prozent | Differenz zu 2013 | Sitze (gesamt) | Differenz zu 2013 | Direkt- mandate | Differenz zu 2013 |
| ----------------------------- | ------------- | -------------- | --------------- | ---------------- | ----------------- | -------------- | ----------------- | --------------- | ----------------- |
| Gültige Stimmen/ Sitze Gesamt | 6.796.249     | 6.768.498      | 13.564.747      | 100,0 %          | —                 | 205            | +25               | 91              | +1                |
| CSU                           | 2.495.186     | 2.550.895      | 5.046.081       | 37,2 %           | −10,5 %           | 85             | −16               | 85              | −4                |
| GRÜNE                         | 1.196.575     | 1.195.781      | 2.392.356       | 17,6 %           | +9,0 %            | 38             | +20               | 6               | +6                |
| FREIE WÄHLER                  | 809.666       | 763.126        | 1.572.792       | 11,6 %           | +2,6 %            | 27             | +8                | 0               | 0                 |
| AfD                           | 701.384       | 687.238        | 1.388.622       | 10,2 %           | +10,2 %           | 22             | +22               | 0               | 0                 |
| SPD                           | 680.180       | 628.898        | 1.309.078       | 9,7 %            | −11,0 %           | 22             | −20               | 0               | −1                |
| FDP                           | 353.800       | 336.699        | 690.499         | 5,1 %            | +1,8 %            | 11             | +11               | 0               | 0                 |
| DIE LINKE                     | 220.031       | 217.857        | 437.888         | 3,2 %            | +1,1 %            |                |                   |                 |                   |
| BP                            | 122.266       | 109.465        | 231.731         | 1,7 %            | −0,4 %            |                |                   |                 |                   |
| ÖDP                           | 111.212       | 100.739        | 211.951         | 1,6 %            | −0,5 %            |                |                   |                 |                   |
| PIRATEN                       | 23.900        | 35.245         | 59.145          | 0,4 %            | −1,5 %            |                |                   |                 |                   |
| Die PARTEI                    | 18.561        | 40.535         | 59.096          | 0,4 %            | +0,4 %            |                |                   |                 |                   |
| mut                           | 17.992        | 27.498         | 45.490          | 0,3 %            | +0,3 %            |                |                   |                 |                   |
| Tierschutzpartei              | 11.616        | 29.281         | 40.897          | 0,3 %            | +0,3 %            |                |                   |                 |                   |
| V-Partei³                     | 15.266        | 19.243         | 34.509          | 0,3 %            | +0,3 %            |                |                   |                 |                   |
| DIE FRANKEN                   | 17.075        | 14.378         | 31.453          | 0,2 %            | −0,5 %            |                |                   |                 |                   |
| Gesundheitsforschung          | 1.006         | 6.744          | 7.750           | 0,1 %            | +0,1 %            |                |                   |                 |                   |
| Die Humanisten                | 159           | 3.234          | 3.393           | 0,0 %            | +0,0 %            |                |                   |                 |                   |
| LKR                           | 374           | 1.642          | 2.016           | 0,0 %            | +0,0 %            |                |                   |                 |                   |

Stimmkreismehrheiten (Erststimmen):

Die CSU gewann 85 der 91 Stimmkreise, die Grünen sechs (davon fünf in München und einen in Würzburg). In jedem Wahlkreis außer Unterfranken gab es mindestens ein Überhangmandat. Die CSU erhielt insgesamt 10 Überhangmandate, die übrigen Parteien 15 Ausgleichsmandate (FW 5, Grüne 4, SPD 4, AfD 1, FDP 1). Dadurch vergrößerte sich der Landtag von 180 auf 205 Sitze.
Die Wahlbeteiligung lag mit 72,3 Prozent um 8,7 Prozentpunkte höher als 2013 (plus knapp 850.000 Wähler; inkl. 0,4 Prozent Zunahme der Wahlberechtigten). Somit nahm mehr als ein Viertel der Wahlberechtigten nicht an der Wahl teil. Ein Prozent der abgegebenen Stimmen waren ungültig (Durchschnitt Erst- und Zweitstimmen).
| Nichtwähler × 2 (Stimmen)                              | 5.254.784  |
| Von Wählern nicht abgegebene Stimmen                   | 1.660      |
| Ungültige Gesamtstimmen                                | 137.655    |
| Gesamtstimmen für Parteien ohne Sitze                  | 1.165.319  |
| Stimmen ohne Einfluss auf die Sitzverteilung insgesamt | 6.559.428  |
| Stimmberechtigte × 2 (Stimmen)                         | 18.958.856 |
| Anteil Stimmen ohne Einfluss auf die Sitzverteilung    | 34,6 %     |

#### Verlauf

Sonntagsfragen zur Bayerischen Landtagswahl der Institute GMS (G), Infratest Dimap (D), Forsa (F), INSA (I), Emnid (E) und pollytix (P) sowie Ergebnis der Landtagswahl 2013.

## Umfragen

### Sonntagsfrage

#### Letzte Umfragen vor der Wahl
| Institut                | Datum      | CSU    | SPD    | FW    | Grüne | FDP   | Linke | AfD  | Sonst. |
| ----------------------- | ---------- | ------ | ------ | ----- | ----- | ----- | ----- | ---- | ------ |
| Forschungsgruppe Wahlen | 11.10.2018 | 34 %   | 12 %   | 10 %  | 19 %  | 5,5 % | 4 %   | 10 % | 5,5 %  |
| INSA                    | 09.10.2018 | 33 %   | 10 %   | 11 %  | 18 %  | 5,5 % | 4,5 % | 14 % | 4 %    |
| Forschungsgruppe Wahlen | 05.10.2018 | 35 %   | 12 %   | 10 %  | 18 %  | 5,5 % | 4,5 % | 10 % | 5 %    |
| Infratest dimap         | 04.10.2018 | 33 %   | 11 %   | 11 %  | 18 %  | 6 %   | 4,5 % | 10 % | 6,5 %  |
| GMS                     | 27.09.2018 | 35 %   | 13 %   | 10 %  | 16 %  | 5 %   | 4 %   | 12 % | 5 %    |
| INSA                    | 26.09.2018 | 34 %   | 11 %   | 10 %  | 17 %  | 6 %   | 4 %   | 14 % | 4 %    |
| Forschungsgruppe Wahlen | 21.09.2018 | 35 %   | 13 %   | 11 %  | 18 %  | 5 %   | 4 %   | 10 % | 4 %    |
| Infratest dimap         | 12.09.2018 | 35 %   | 11 %   | 11 %  | 17 %  | 5 %   | 5 %   | 11 % | 5 %    |
| GMS                     | 11.09.2018 | 36 %   | 12 %   | 7 %   | 16 %  | 6 %   | 4 %   | 14 % | 5 %    |
| Landtagswahl 2013       | 15.09.2013 | 47,7 % | 20,6 % | 9,0 % | 8,6 % | 3,3 % | 2,1 % | —    | 8,7 %  |

#### Ältere Umfragen
| \| Institut \| Datum \| CSU \| SPD \| FW \| Grüne \| FDP \| Linke \| AfD \| Sonst. \| \| --------------------- \| ---------- \| ------ \| ------ \| ----- \| ----- \| ----- \| ----- \| ----- \| ------ \| \| INSA[25] \| 28.08.2018 \| 36 % \| 13 % \| 8 % \| 15 % \| 6 % \| 3 % \| 14 % \| 5 % \| \| Forsa[25] \| 13.08.2018 \| 37 % \| 12 % \| 8 % \| 17 % \| 5 % \| 4 % \| 13 % \| 4 % \| \| GMS[25] \| 01.08.2018 \| 39 % \| 12 % \| 8 % \| 14 % \| 6 % \| 3 % \| 13 % \| 5 % \| \| Infratest dimap[25] \| 18.07.2018 \| 38 % \| 13 % \| 9 % \| 16 % \| 5 % \| 4 % \| 12 % \| 3 % \| \| GMS[25] \| 12.07.2018 \| 39 % \| 12 % \| 7 % \| 14 % \| 6 % \| 3 % \| 14 % \| 5 % \| \| Forsa[26] \| 09.07.2018 \| 38 % \| 12 % \| 8 % \| 15 % \| 6 % \| 3 % \| 14 % \| 4 % \| \| INSA[25] \| 27.06.2018 \| 41 % \| 13 % \| 6 % \| 13 % \| 5 % \| 3 % \| 14 % \| 5 % \| \| Forsa[27] \| 25.06.2018 \| 40 % \| 13 % \| 8 % \| 14 % \| 5 % \| 3 % \| 13 % \| 4 % \| \| GMS[25][28] \| 17.05.2018 \| 42 % \| 13 % \| 7 % \| 12 % \| 5 % \| 2 % \| 13 % \| 6 % \| \| Infratest dimap[25] \| 02.05.2018 \| 41 % \| 12 % \| 7 % \| 14 % \| 6 % \| 3 % \| 12 % \| 5 % \| \| GMS[25] \| 27.04.2018 \| 44 % \| 14 % \| 6 % \| 11 % \| 5 % \| 3 % \| 12 % \| 5 % \| \| INSA[25] \| 21.04.2018 \| 42 % \| 13 % \| 6 % \| 13 % \| 7 % \| 3 % \| 13 % \| 3 % \| \| GMS[25] \| 22.03.2018 \| 43 % \| 15 % \| 6 % \| 11 % \| 6 % \| 3 % \| 12 % \| 4 % \| \| Forsa[25] \| 25.02.2018 \| 42 % \| 14 % \| 7 % \| 14 % \| 6 % \| 3 % \| 10 % \| 4 % \| \| GMS[25] \| 12.02.2018 \| 40 % \| 15 % \| 6 % \| 11 % \| 6 % \| 3 % \| 12 % \| 7 % \| \| Infratest dimap[25] \| 10.01.2018 \| 40 % \| 16 % \| 7 % \| 14 % \| 5 % \| 3 % \| 10 % \| 5 % \| \| GMS[25] \| 02.01.2018 \| 39 % \| 15 % \| 7 % \| 10 % \| 7 % \| 3 % \| 12 % \| 7 % \| \| Landtagswahl 2013[25] \| 15.09.2013 \| 47,7 % \| 20,6 % \| 9,0 % \| 8,6 % \| 3,3 % \| 2,1 % \| n. k. \| 8,7 % \| |            |        |        |       |       |       |       |       |        |
| Institut | Datum      | CSU    | SPD    | FW    | Grüne | FDP   | Linke | AfD   | Sonst. |
| INSA | 28.08.2018 | 36 %   | 13 %   | 8 %   | 15 %  | 6 %   | 3 %   | 14 %  | 5 %    |
| Forsa | 13.08.2018 | 37 %   | 12 %   | 8 %   | 17 %  | 5 %   | 4 %   | 13 %  | 4 %    |
| GMS | 01.08.2018 | 39 %   | 12 %   | 8 %   | 14 %  | 6 %   | 3 %   | 13 %  | 5 %    |
| Infratest dimap | 18.07.2018 | 38 %   | 13 %   | 9 %   | 16 %  | 5 %   | 4 %   | 12 %  | 3 %    |
| GMS | 12.07.2018 | 39 %   | 12 %   | 7 %   | 14 %  | 6 %   | 3 %   | 14 %  | 5 %    |
| Forsa | 09.07.2018 | 38 %   | 12 %   | 8 %   | 15 %  | 6 %   | 3 %   | 14 %  | 4 %    |
| INSA | 27.06.2018 | 41 %   | 13 %   | 6 %   | 13 %  | 5 %   | 3 %   | 14 %  | 5 %    |
| Forsa | 25.06.2018 | 40 %   | 13 %   | 8 %   | 14 %  | 5 %   | 3 %   | 13 %  | 4 %    |
| GMS | 17.05.2018 | 42 %   | 13 %   | 7 %   | 12 %  | 5 %   | 2 %   | 13 %  | 6 %    |
| Infratest dimap | 02.05.2018 | 41 %   | 12 %   | 7 %   | 14 %  | 6 %   | 3 %   | 12 %  | 5 %    |
| GMS | 27.04.2018 | 44 %   | 14 %   | 6 %   | 11 %  | 5 %   | 3 %   | 12 %  | 5 %    |
| INSA | 21.04.2018 | 42 %   | 13 %   | 6 %   | 13 %  | 7 %   | 3 %   | 13 %  | 3 %    |
| GMS | 22.03.2018 | 43 %   | 15 %   | 6 %   | 11 %  | 6 %   | 3 %   | 12 %  | 4 %    |
| Forsa | 25.02.2018 | 42 %   | 14 %   | 7 %   | 14 %  | 6 %   | 3 %   | 10 %  | 4 %    |
| GMS | 12.02.2018 | 40 %   | 15 %   | 6 %   | 11 %  | 6 %   | 3 %   | 12 %  | 7 %    |
| Infratest dimap | 10.01.2018 | 40 %   | 16 %   | 7 %   | 14 %  | 5 %   | 3 %   | 10 %  | 5 %    |
| GMS | 02.01.2018 | 39 %   | 15 %   | 7 %   | 10 %  | 7 %   | 3 %   | 12 %  | 7 %    |
| Landtagswahl 2013 | 15.09.2013 | 47,7 % | 20,6 % | 9,0 % | 8,6 % | 3,3 % | 2,1 % | n. k. | 8,7 %  |

| \| Institut \| Datum \| CSU \| SPD \| FW \| Grüne \| FDP \| Linke \| AfD \| Sonst. \| \| --------------------- \| ---------- \| ------ \| ------ \| ----- \| ------ \| ----- \| ----- \| ----- \| ------ \| \| INSA[25] \| 13.12.2017 \| 40 % \| 15 % \| 7 % \| 12 % \| 7 % \| 4 % \| 12 % \| 3 % \| \| GMS[25] \| 30.11.2017 \| 37 % \| 15 % \| 7 % \| 10 % \| 8 % \| 3 % \| 14 % \| 6 % \| \| Forsa[25] \| 10.11.2017 \| 38 % \| 17 % \| 7 % \| 11 % \| 9 % \| 4 % \| 11 % \| 3 % \| \| INSA[25] \| 05.11.2017 \| 37 % \| 17 % \| 8 % \| 10 % \| 8 % \| 4 % \| 13 % \| 3 % \| \| GMS[25] \| 19.10.2017 \| 41 % \| 15 % \| 6 % \| 11 % \| 7 % \| 3 % \| 13 % \| 4 % \| \| GMS[25] \| 02.01.2017 \| 39 % \| 15 % \| 7 % \| 10 % \| 7 % \| 3 % \| 12 % \| 7 % \| \| GMS[25] \| 03.11.2016 \| 44 % \| 18 % \| 6 % \| 10 % \| 6 % \| 2 % \| 9 % \| 5 % \| \| GMS[25] \| 13.10.2016 \| 45 % \| 19 % \| 6 % \| 10 % \| 5 % \| 2 % \| 9 % \| 4 % \| \| GMS[25] \| 15.09.2016 \| 45 % \| 18 % \| 5 % \| 12 % \| 5 % \| 2 % \| 9 % \| 4 % \| \| Forsa[25] \| 20.07.2016 \| 43 % \| 16 % \| 6 % \| 14 % \| 4 % \| 3 % \| 8 % \| 6 % \| \| Infratest dimap[25] \| 17.07.2016 \| 45 % \| 17 % \| 5 % \| 13 % \| 4 % \| — \| 9 % \| 7 % \| \| GMS[25] \| 14.07.2016 \| 47 % \| 17 % \| 6 % \| 11 % \| 5 % \| 2 % \| 7 % \| 5 % \| \| INSA[25] \| 14.06.2016 \| 47,5 % \| 17,5 % \| 4,5 % \| 11,5 % \| 3,5 % \| 3,5 % \| 7 % \| 5 % \| \| Forsa[25] \| 08.06.2016 \| 40 % \| 16 % \| 6 % \| 14 % \| 4 % \| 3 % \| 10 % \| 7 % \| \| GMS[25] \| 02.06.2016 \| 48 % \| 17 % \| 6 % \| 10 % \| 5 % \| 2 % \| 8 % \| 4 % \| \| GMS[25] \| 21.04.2016 \| 48 % \| 16 % \| 6 % \| 10 % \| 5 % \| 2 % \| 9 % \| 4 % \| \| GMS[25] \| 17.03.2016 \| 48 % \| 16 % \| 5 % \| 11 % \| 5 % \| 2 % \| 9 % \| 4 % \| \| GMS[25] \| 18.02.2016 \| 46 % \| 17 % \| 5 % \| 11 % \| 4 % \| 2 % \| 9 % \| 6 % \| \| Infratest dimap[25] \| 13.01.2016 \| 47 % \| 16 % \| 5 % \| 12 % \| 3 % \| 3 % \| 8 % \| 6 % \| \| GMS[25] \| 04.01.2016 \| 45 % \| 19 % \| 6 % \| 10 % \| 4 % \| 3 % \| 7 % \| 6 % \| \| GMS[25] \| 19.11.2015 \| 46 % \| 18 % \| 5 % \| 11 % \| 4 % \| 3 % \| 8 % \| 5 % \| \| GMS[25] \| 08.10.2015 \| 46 % \| 18 % \| 6 % \| 12 % \| 6 % \| — \| 5 % \| 7 % \| \| Forsa[25] \| 07.10.2015 \| 43 % \| 19 % \| 5 % \| 11 % \| 4 % \| 3 % \| 6 % \| 9 % \| \| GMS[25] \| 17.09.2015 \| 49 % \| 20 % \| 6 % \| 10 % \| 5 % \| — \| 2 % \| 8 % \| \| GMS[25] \| 23.07.2015 \| 47 % \| 20 % \| 6 % \| 10 % \| 5 % \| — \| 2 % \| 10 % \| \| GMS[25] \| 25.06.2015 \| 48 % \| 19 % \| 7 % \| 9 % \| 5 % \| 2 % \| 4 % \| 6 % \| \| INSA[25] \| 19.06.2015 \| 46 % \| 20 % \| 8 % \| 8 % \| 4 % \| 3 % \| 4 % \| 7 % \| \| GMS[25] \| 15.05.2015 \| 48 % \| 18 % \| 7 % \| 10 % \| 4 % \| — \| 5 % \| 8 % \| \| GMS[25] \| 16.04.2015 \| 48 % \| 19 % \| 7 % \| 10 % \| 4 % \| 2 % \| 4 % \| 6 % \| \| Forsa[25] \| 08.04.2015 \| 47 % \| 19 % \| 7 % \| 11 % \| 3 % \| 2 % \| 4 % \| 7 % \| \| Infratest dimap[25] \| 14.01.2015 \| 46 % \| 19 % \| 10 % \| 9 % \| 3 % \| 3 % \| 4 % \| 6 % \| \| pollytix[25] \| 12.01.2015 \| 47 % \| 20 % \| 8 % \| 10 % \| 2 % \| 3 % \| 6 % \| 4 % \| \| GMS[25] \| 03.12.2014 \| 49 % \| 18 % \| 7 % \| 9 % \| 2 % \| 2 % \| 5 % \| — \| \| Emnid[25] \| 13.11.2014 \| 48 % \| 18 % \| 9 % \| 9 % \| 2 % \| 2 % \| 5 % \| 7 % \| \| Infratest dimap[25] \| 16.03.2014 \| 46 % \| 18 % \| 12 % \| 11 % \| — \| — \| — \| 13 % \| \| Infratest dimap[25] \| 15.01.2014 \| 49 % \| 19 % \| 9 % \| 10 % \| 4 % \| 2 % \| — \| 7 % \| \| Landtagswahl 2013[25] \| 15.09.2013 \| 47,7 % \| 20,6 % \| 9,0 % \| 8,6 % \| 3,3 % \| 2,1 % \| n. k. \| 8,7 % \| |            |        |        |       |        |       |       |       |        |
| Institut | Datum      | CSU    | SPD    | FW    | Grüne  | FDP   | Linke | AfD   | Sonst. |
| INSA | 13.12.2017 | 40 %   | 15 %   | 7 %   | 12 %   | 7 %   | 4 %   | 12 %  | 3 %    |
| GMS | 30.11.2017 | 37 %   | 15 %   | 7 %   | 10 %   | 8 %   | 3 %   | 14 %  | 6 %    |
| Forsa | 10.11.2017 | 38 %   | 17 %   | 7 %   | 11 %   | 9 %   | 4 %   | 11 %  | 3 %    |
| INSA | 05.11.2017 | 37 %   | 17 %   | 8 %   | 10 %   | 8 %   | 4 %   | 13 %  | 3 %    |
| GMS | 19.10.2017 | 41 %   | 15 %   | 6 %   | 11 %   | 7 %   | 3 %   | 13 %  | 4 %    |
| GMS | 02.01.2017 | 39 %   | 15 %   | 7 %   | 10 %   | 7 %   | 3 %   | 12 %  | 7 %    |
| GMS | 03.11.2016 | 44 %   | 18 %   | 6 %   | 10 %   | 6 %   | 2 %   | 9 %   | 5 %    |
| GMS | 13.10.2016 | 45 %   | 19 %   | 6 %   | 10 %   | 5 %   | 2 %   | 9 %   | 4 %    |
| GMS | 15.09.2016 | 45 %   | 18 %   | 5 %   | 12 %   | 5 %   | 2 %   | 9 %   | 4 %    |
| Forsa | 20.07.2016 | 43 %   | 16 %   | 6 %   | 14 %   | 4 %   | 3 %   | 8 %   | 6 %    |
| Infratest dimap | 17.07.2016 | 45 %   | 17 %   | 5 %   | 13 %   | 4 %   | —     | 9 %   | 7 %    |
| GMS | 14.07.2016 | 47 %   | 17 %   | 6 %   | 11 %   | 5 %   | 2 %   | 7 %   | 5 %    |
| INSA | 14.06.2016 | 47,5 % | 17,5 % | 4,5 % | 11,5 % | 3,5 % | 3,5 % | 7 %   | 5 %    |
| Forsa | 08.06.2016 | 40 %   | 16 %   | 6 %   | 14 %   | 4 %   | 3 %   | 10 %  | 7 %    |
| GMS | 02.06.2016 | 48 %   | 17 %   | 6 %   | 10 %   | 5 %   | 2 %   | 8 %   | 4 %    |
| GMS | 21.04.2016 | 48 %   | 16 %   | 6 %   | 10 %   | 5 %   | 2 %   | 9 %   | 4 %    |
| GMS | 17.03.2016 | 48 %   | 16 %   | 5 %   | 11 %   | 5 %   | 2 %   | 9 %   | 4 %    |
| GMS | 18.02.2016 | 46 %   | 17 %   | 5 %   | 11 %   | 4 %   | 2 %   | 9 %   | 6 %    |
| Infratest dimap | 13.01.2016 | 47 %   | 16 %   | 5 %   | 12 %   | 3 %   | 3 %   | 8 %   | 6 %    |
| GMS | 04.01.2016 | 45 %   | 19 %   | 6 %   | 10 %   | 4 %   | 3 %   | 7 %   | 6 %    |
| GMS | 19.11.2015 | 46 %   | 18 %   | 5 %   | 11 %   | 4 %   | 3 %   | 8 %   | 5 %    |
| GMS | 08.10.2015 | 46 %   | 18 %   | 6 %   | 12 %   | 6 %   | —     | 5 %   | 7 %    |
| Forsa | 07.10.2015 | 43 %   | 19 %   | 5 %   | 11 %   | 4 %   | 3 %   | 6 %   | 9 %    |
| GMS | 17.09.2015 | 49 %   | 20 %   | 6 %   | 10 %   | 5 %   | —     | 2 %   | 8 %    |
| GMS | 23.07.2015 | 47 %   | 20 %   | 6 %   | 10 %   | 5 %   | —     | 2 %   | 10 %   |
| GMS | 25.06.2015 | 48 %   | 19 %   | 7 %   | 9 %    | 5 %   | 2 %   | 4 %   | 6 %    |
| INSA | 19.06.2015 | 46 %   | 20 %   | 8 %   | 8 %    | 4 %   | 3 %   | 4 %   | 7 %    |
| GMS | 15.05.2015 | 48 %   | 18 %   | 7 %   | 10 %   | 4 %   | —     | 5 %   | 8 %    |
| GMS | 16.04.2015 | 48 %   | 19 %   | 7 %   | 10 %   | 4 %   | 2 %   | 4 %   | 6 %    |
| Forsa | 08.04.2015 | 47 %   | 19 %   | 7 %   | 11 %   | 3 %   | 2 %   | 4 %   | 7 %    |
| Infratest dimap | 14.01.2015 | 46 %   | 19 %   | 10 %  | 9 %    | 3 %   | 3 %   | 4 %   | 6 %    |
| pollytix | 12.01.2015 | 47 %   | 20 %   | 8 %   | 10 %   | 2 %   | 3 %   | 6 %   | 4 %    |
| GMS | 03.12.2014 | 49 %   | 18 %   | 7 %   | 9 %    | 2 %   | 2 %   | 5 %   | —      |
| Emnid | 13.11.2014 | 48 %   | 18 %   | 9 %   | 9 %    | 2 %   | 2 %   | 5 %   | 7 %    |
| Infratest dimap | 16.03.2014 | 46 %   | 18 %   | 12 %  | 11 %   | —     | —     | —     | 13 %   |
| Infratest dimap | 15.01.2014 | 49 %   | 19 %   | 9 %   | 10 %   | 4 %   | 2 %   | —     | 7 %    |
| Landtagswahl 2013 | 15.09.2013 | 47,7 % | 20,6 % | 9,0 % | 8,6 %  | 3,3 % | 2,1 % | n. k. | 8,7 %  |

### Hypothetische Direktwahl Ministerpräsident
| Institut                | Datum      | Markus Söder (CSU) | Natascha Kohnen (SPD) | Ludwig Hartmann (Grüne) | keiner der Abgefragten |
| ----------------------- | ---------- | ------------------ | --------------------- | ----------------------- | ---------------------- |
| Forschungsgruppe Wahlen | 11.10.2018 | 46 %               | 30 %                  | —                       | —                      |
| Forschungsgruppe Wahlen | 11.10.2018 | 44 %               | —                     | 23 %                    | —                      |
| Forschungsgruppe Wahlen | 05.10.2018 | 54 %               | 24 %                  | —                       | 6 %                    |
| Forschungsgruppe Wahlen | 05.10.2018 | 48 %               | —                     | 19 %                    | 3 %                    |
| Forschungsgruppe Wahlen | 21.09.2018 | 50 %               | 26 %                  | —                       | 5 %                    |
| Forschungsgruppe Wahlen | 21.09.2018 | 42 %               | —                     | 19 %                    | 4 %                    |
| Infratest dimap         | 02.05.2018 | 62 %               | 20 %                  | —                       | 8 %                    |
| Infratest dimap         | 10.01.2018 | 55 %               | 25 %                  | —                       | 8 %                    |

### Wahlrelevante Politikfelder
Im Auftrag für das RTL/n-tv–Trendbarometer befragte Forsa die Umfrageteilnehmer nach den „größten Problemen auf Landesebene“. „In Bayern nannten 34 Prozent der Befragten die CSU und den Ministerpräsidenten Markus Söder. 28 Prozent nannten das Thema Flüchtlinge, 26 Prozent die Lage am Wohnungsmarkt‘.“
Für die ARD-Vorwahlumfrage fragte Infratest dimap Umfrageteilnehmer, welches Thema sehr wichtig für ihre Wahlentscheidung sei. In der Reihenfolge der meisten Prozentpunkte waren dies Schul- und Bildungspolitik (55 %), Naturschutz in Bayern (46 %), Schaffung von bezahlbarem Wohnraum (45 %), Verringerung der Ungerechtigkeit in der Gesellschaft (41 %), Sicherheit und Polizei (40 %), Regelung der Zuwanderung (39 %), das Verhalten von Horst Seehofer in der Bundesregierung (26 %), die Zusammenarbeit von CDU, CSU und SPD in der Bundesregierung (21 %).

## Nach der Wahl
Der bisherige Ministerpräsident Markus Söder sprach am Wahlabend von Demut angesichts des Wahlergebnisses, sah für die CSU als stärkste Partei aber einen klaren Regierungsauftrag. Der CSU-Vorsitzende Seehofer wollte auch künftig Verantwortung übernehmen und bot – die AfD ausgenommen – allen anderen in den Landtag gewählten Parteien Gespräche an. Nach ersten Sondierungsgesprächen drei Tage nach der Wahl mit Spitzenvertretern zunächst der Freien Wähler, dann der Grünen verkündete das CSU-Präsidium einen Tag später, man wolle nun umgehend, auf Grund der inhaltlich größten Nähe, Koalitionsverhandlungen mit den Freien Wählern aufnehmen. Die Grünen hatten nach eigenen Angaben die Hoffnung, mit einer Koalition „Ökologie und Ökonomie zu vereinen“, und kritisierten die CSU nach dem schnellen Ende der Sondierungen, dass sie eine Chance vertan habe. Ministerpräsident Söder gab dagegen an, vor allem inhaltliche Differenzen bei den Themenfeldern Asyl und innere Sicherheit hätten Koalitionsverhandlungen mit den Grünen unmöglich gemacht, „an Ökologie wäre es nicht mal gescheitert“. CSU und Freie Wähler betonten die Gemeinsamkeiten als bürgerliche Parteien; für die Verhandlungen wurden eine kostenfreie Kinderbetreuung und die Absage der umstrittenen 3. Start- und Landebahn am Flughafen München genannt.
Am 2. November 2018 einigten sich die CSU und die Freien Wähler auf eine Koalition. Zwei Tage später stimmten die Vorstände und Landtagsfraktionen beider Parteien der Koalitionsvereinbarung zu, das Kabinett Söder II wurde gebildet.
Von den 22 Abgeordneten der AfD hatte das Bayerische Landesamt für Verfassungsschutz vor der Wahl einige wegen Verbindungen zur rechtsextremistischen, islamfeindlichen oder in die Reichsbürger-Szene beobachtet. Auf Nachfrage der taz erklärte das Amt, es prüfe, ob die Beobachtung wegen der „erhöhten Schwelle zur Beobachtung von Mandatsträgern“ fortgesetzt werde.
Der neue Landtag trat am 5. November 2018 erstmals zusammen. Einen Tag später wurde Markus Söder mit 110 zu 89 Stimmen bei drei Enthaltungen wieder zum Ministerpräsidenten gewählt.